# 二松學舍大學
二松学舍大学（日语：二松學舍大学／にしょうがくしゃだいがく、英语: Nishogakusha University），是一所本部位于日本东京都千代田区三番町6-16的私立大学。1949年设立。大学简称二松。

大学历史源于1877年三島中洲创立的汉学塾。1928年设立二松学舍专门学校。1949年转为新制大学。自二松学舍毕业的著名人物有夏目漱石、犬养毅等。

## 相关链接
- 官方网站